# マルプラケの戦い
マルプラケの戦い（仏: Bataille de Malplaquet, 英: Battle of Malplaquet）は、スペイン継承戦争における戦闘の1つで、1709年9月11日にグレートブリテン王国（イギリス）・オーストリア（神聖ローマ帝国）・ネーデルラント連邦共和国（オランダ）同盟軍とフランス軍が現在のフランス・ノール＝パ・ド・カレー地域圏・ノール県で衝突した。

## 戦闘前

### 和睦交渉
1708年のアウデナールデの戦い、続くリール包囲戦でフランス軍は南ネーデルラント及びフランス北部の重要拠点を失った。加えて1709年になると厳寒がヨーロッパに吹き荒れ、フランスを含む諸国は飢饉に苦しんだ。この状況で窮地に追い込まれたフランス王ルイ14世は和睦を考えるようになり、まずはオランダと単独交渉、続いて同盟国全てとの交渉に移った。フランスはトルシー侯、オランダはアントン・ヘインシウス、イギリスはチャールズ・タウンゼンドとマールバラ公ジョン・チャーチル、オーストリアはプリンツ・オイゲンが選ばれ、5月20日にハーグで会談した。
27日、同盟国がフランスに突きつけた和睦の条件は以下の通りである。
1. スペイン王位はルイ14世の孫フェリペ5世からカール大公に移す。
2. ネーデルラントの都市リール、メーネン、モブージュをオランダに割譲する。
3. 同じくネーデルラントのトゥルネー、イーペル、モンス、ナミュール、シャルルロワ、ルクセンブルク、ダンケルクからフランス軍を引き上げさせる。ドイツのライン川方面のストラスブール、ケールからも撤退させる。
4. ポルトガル・サヴォイアにも国境面で譲歩する。

ところが、条件がヴェルサイユ宮殿に届くと非難が巻き起こり、フェリペ5世の退位が問題視された。ネーデルラント戦線は劣勢だったがスペインではフランス側のフェリペ5世が有利で、同盟が支援するカール大公はカタロニアしか保てない状況であった。しかもフェリペ5世本人は退位を拒み、スペイン国民もフェリペ5世支持に傾いていて、フランス側が圧倒的不利ではなく、フェリペ5世に退位の意志がない現状では和睦の可能性は無かった。かくしてルイ14世は和睦を拒絶、戦争は再開された。

### 防衛線の構築
ルイ14世は国民に協力を訴え、私費を戦費に充てた。国民と貴族もこれに応じて徴兵と財産供出に志願、祖国の防衛に加わった。
フランス軍は防衛に徹することを選んだが、人選が問題だった。ネーデルラント戦線はヴァンドーム公が1706年から1708年まで担当していたが、アウデナールデの戦いとリール包囲戦で同盟軍に敗北したことと、共同戦線を張っていたルイ14世の孫のブルゴーニュ公ルイ（フェリペ5世の兄）と同僚のベリック公と対立したことが原因で指揮権を取り上げられていた。
防衛軍に選ばれた将軍はヴィラールだった。ヴィラールは戦争中は主にライン川戦線で活躍していたが、言動に問題があり度々フランスの同盟者だったバイエルン選帝侯マクシミリアン2世と対立していたため、重要な局面に遭遇せず左遷されてばかりだった。しかし、有能でもあったため才能を惜しんだルイ14世によって再登用されていた。この時も危機的状況の中で選出され、ヴィラールも期待に応えるべく徴兵と食糧徴発に全力を尽くし、兵士達に呼びかけて士気を高め軍隊としての規律を叩き込んだ。
そうして軍隊を集めたヴィラールは防衛線の構築に奔走した。かつてはイーペル・リール・トゥルネー・モルターニュ・コンデ・サンジスラン・モンスに沿って広がっていたが、リールの陥落で綻びが生じていたため（先の和睦条件でフランス軍撤退が求められていた地域の一部に含まれていた）、防衛線を二重に張ることにした。新たな防衛線の範囲はエール・サンヴナン・ベテューヌ・ラバセ・ドゥエー・ヴァランシエンヌ・モブージュまでと決められ、ヴィラールはこの内ベテューヌからドゥエーまで防衛線を築き、後にモブージュまで範囲を広げ、防衛線の中間に当たるドゥエーで同盟軍を待ち受けた。

### 前線の攻防
ヴィラールが準備を進めている間、同盟軍は雨天のため行動が遅れ、ヘントで軍を整えた後、作戦をリールから東のトゥルネー陥落に決めて6月27日に包囲を開始した。ヴィラールの動きも気になるため、初め第二防衛線を攻めると見せかけて南進したが、途中でトゥルネーに変更して東に進み、ヴィラールからトゥルネー守備隊の一部を引き抜かせた。しかし、トゥルネーは堅固な要塞で幾重にも塹壕が張り巡らされている上、都市に地雷を埋め込み包囲軍を苦しめた。包囲軍も雨で攻撃用の塹壕がぬかるみ、兵士達が地雷で進むことを躊躇ったため、9月3日の陥落まで2ヶ月以上も時間がかかった。
同盟軍は更に東進、7日にモンスを包囲した。ルイ14世も事態を重く見てヴィラールに出撃命令を下し、前年にリールを守備していたブーフレールもルイ14世に申し出て出陣した。同盟軍がモンスを包囲した7日にモンス南方のマルプラケ村で両者は合流、7日から8日にかけて陣の構築に取り掛かった。ヴィラールは左右それぞれにある森に目をつけ、左翼と右翼それぞれを森に潜ませ塹壕を築き、切り倒した木を鎖で繋いで要塞に作り変えた。森の中間にも防衛線を敷いて陣地を固めた。
一方、同盟軍もモンスを包囲しながら積極的に攻撃しようとしなかった。既にヴィラールがマルプラケにいるため、フランス軍の攻撃を誘っていたからである。しかし、ヴィラールが陣地構築をしていることを知ると、完成前に叩くべきとの考えからフランス軍攻撃に移った。背後を固めるためサンジスランは10日にモンスから派遣した兵で落とし、モンスには一部を包囲に残し、トゥルネーから来る予定の援軍を待ち合わせるため、決戦は11日と定められた。そして午前3時、同盟軍はフランス軍陣地へと進軍、9時に攻撃を開始した。

## 開戦

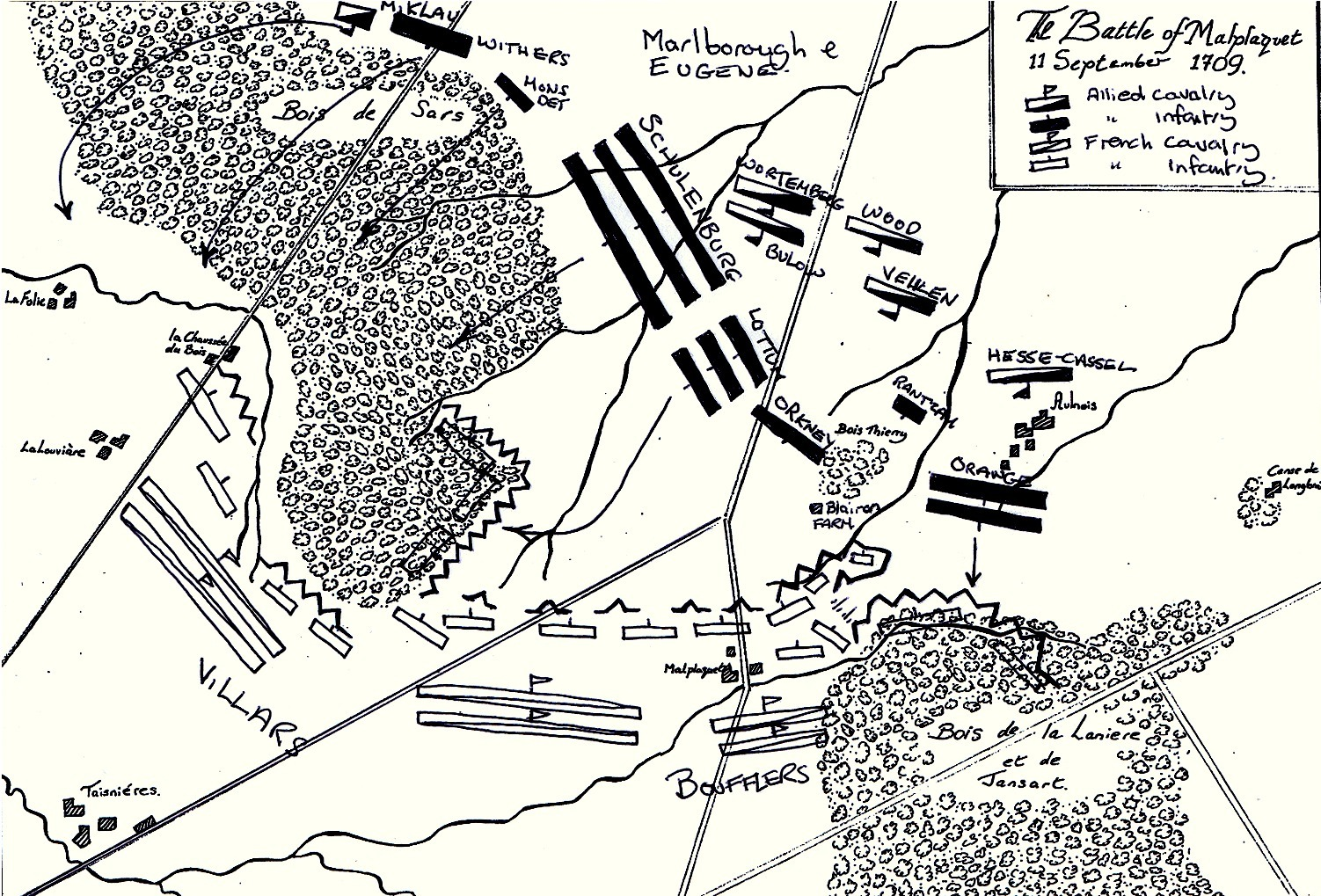
マルプラケの戦い

同盟軍の左翼はオラニエ公ヨハン・ウィレム・フリーゾ率いるオランダ軍が受け持ち、ヘッセン＝カッセル騎兵はオランダ軍の後方で待機、中央は同盟軍の部将オークニー卿とビューロー、ヴュルテンベルク兵が配置、右翼はロットゥム、シューレンブルク、及びトゥルネーからの援軍を引き連れたウィザーズで構成された。マールバラ公は中央、オイゲンは右翼の指揮を執った。
マールバラ公は敵の左右両翼に圧力を加え、敵がどちらかに援軍を加えて中央を手薄になるよう誘い、兵力を集中して中央突破する戦術で勝利してきた。マルプラケでもこの戦術でフランス軍撃破を狙い、オランダ軍とドイツ軍がフランス軍が潜む森を攻撃した。
しかし、森の守りは堅く右翼のロットゥム、シューレンブルク、ウィザーズは突破できず、左翼のオランダ軍は5000もの大損害を出して敗走した。ヘッセン＝カッセル騎兵の補充で左翼は保たれたが、戦況は膠着状態に陥った。右翼はドイツ軍の物量差で次第に同盟軍が優勢になり、ヴィラールは止むを得ず中央から左翼への増援に回してフランス軍を押し返し、オイゲンも銃弾が耳を掠めるほどの激戦となった。オイゲンは手当てを拒絶して指揮を執り続け、昼前にフランス軍を森から追い出して占領した。
左翼にやってきたヴィラールは反撃を試みたが、同盟軍の一斉射撃で左足を負傷、気絶して後方に運ばれたためブーフレールが代わりに指揮を取った。フランス軍左翼は後退、中央も陣地を放棄したため同盟軍の手に入った。残る右翼はオランダ軍の再度の突撃を防いで抵抗を続けていたが、中央の厚みが手薄になり、マールバラ公は3万を超える騎兵を中央に集めて突破を命じた。
ブーフレールは同盟軍の総攻撃に抵抗して同じく騎兵の突撃で阻んだが、左翼の退却と右翼の突破で限界が近づくと総退却を命じて整然と後退した。同盟軍も損害が大きく追撃に移れなかった。午後3時に戦闘は終了、同盟軍の死傷者は2万4000にも上り、フランス軍の死傷者は半分の1万2000だった。

## 戦後
勝利したとはいえ同盟軍の損害はフランス軍より大きく、手放しで喜べる結果ではなかった。マールバラ公はヘインシウスと妻サラに宛てた手紙で和睦が結ばれると楽観的な姿勢ながらも被害の大きさを認めている。一方、負傷から立ち直ったヴィラールはルイ14世に宛てて「このような戦いをもう一度続ければ敵は滅んでいるでしょう」と誇らしげに書き送った。フランスは戦意を取り戻し、フランスに戻ったヴィラールはルイ14世から歓迎されている。まだフランスに底力があると分かった以上和睦の可能性は無くなり、マールバラ公の見通しとは逆に遠のいていった。
同盟軍は改めてモンスの包囲に取り掛かり、フランス軍は対抗のためブーフレールとベリックをモンス南西に送ったが、同盟軍への防御が固く攻撃は見送られた。10月21日にモンスは降伏、1709年の戦役は終結した。
しかし、イギリスではあまりの被害に野党のトーリー党を中心にマールバラ公を非難する声が巻き起こり、スペイン問題解決まで和睦しないとの方針であった与党のホイッグ党及びマールバラ公の立場は危うくなっていた。アン女王はホイッグ党を嫌いトーリー党を信任、逆にマールバラ公に不信感を抱いた。翌1710年にマールバラ公の友人で大蔵卿シドニー・ゴドルフィンが更迭され、総選挙でホイッグ党が敗北、トーリー党が与党に変わってからはマールバラ公は更迭を確信、以前のような機動力を生かした大胆な戦略から防衛線の都市陥落に変更した。
そして翌1711年、トーリー党はマールバラ公を資金横領を口実にして司令官を罷免、同盟国を抜きにしてフランスとの秘密交渉に入り、1712年に大陸からイギリス軍を引き上げさせ、和睦に邁進していった。残された同盟軍もドゥナの戦いでヴィラールに敗れたことを機にフランスと和睦に入り、1713年にユトレヒト条約、1714年にラシュタット条約を締結、スペイン継承戦争の終結に繋がった。